# Ксенжино-Кольонія
Ксенжино-Кольонія (пол. Księżyno-Kolonia) — село в Польщі, у гміні Юхновець-Косьцельний Білостоцького повіту Підляського воєводства.
Населення — 1501 особа (2011).
У 1975-1998 роках село належало до Білостоцького воєводства.

## Демографія
Демографічна структура станом на 31 березня 2011 року:
|          | Загалом | Допрацездатний вік | Працездатний вік | Постпрацездатний вік |
| -------- | ------- | ------------------ | ---------------- | -------------------- |
| Чоловіки | 724     | 167                | 517              | 40                   |
| Жінки    | 777     | 178                | 526              | 73                   |
| Разом    | 1501    | 345                | 1043             | 113                  |